# Idioma umotina
Umotína o Umutína es una lengua recientemente extinta de Brasil.

## Fonológia
Es uno de los pocos idiomas del mundo que tiene una consonante linguolabial; en datos no publicados, Floyd Lounsbury informó que tiene la oclusiva linguolabial sorda:/t̼/.